# Tomam
Entre el pueblo Ket de Siberia, Tomam era la diosa de las aves migratorias. Se la asocia con el sur, con el calor, y con el norte de la migración de las aves que acompaña a los meses más cálidos. En el otoño hacia el sur, las aves migratorias son consideradas de volver a "la Madre Tomam".